# 7Q5

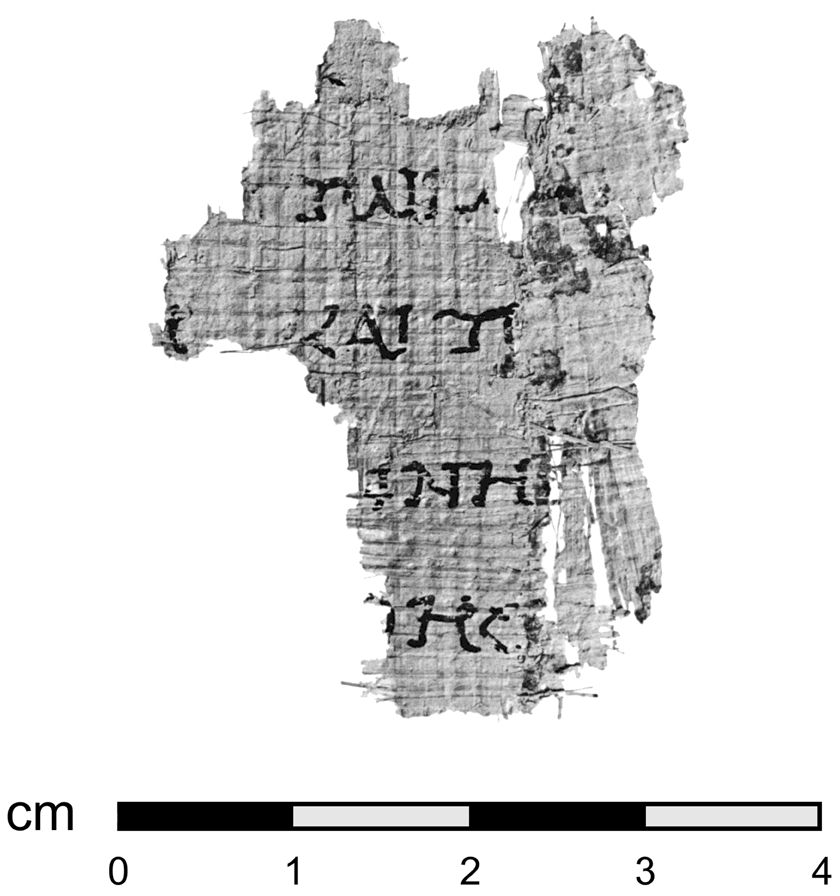
7Q5

Entre os pergaminhos do Mar Morto, 7Q5 é a designação para um fragmento de papiro descoberto na cova 7 na comunidade de Qumran. A significância desse fragmento é derivada do argumento feito por Joset O'Callaghan em seu trabalho ¿Papiros neotestamentarios en la cueva 7 de Qumrân? em 1972, posteriormente reafirmada e expandida pelo estudioso alemão Carsten Peter Thiede em seu trabalho The Earliest Gospel Manuscript? em 1982. A afirmação é que o antes não identificado 7Q5 é na verdade um fragmento do Evangelho de Marcos, capítulo 6 versos 52-53. 